# پرچم روتلند
پرچم روتلند در پذیرفته شد.این پرچم دارای زمینه سبز است.